# Makh Corona
La Makh Corona è una struttura geologica della superficie di Venere.